# Księstwo muromsko-riazańskie

Księstwa Rusi Kijowskiej po śmierci Jarosława Mądrego w 1054 roku

Księstwo muromsko-riazańskie – początkowo ziemia, wschodząca w skład księstwa czernichowskiego, która następnie pod koniec XI wieku wyodrębniła się w osobne księstwo. Jako samodzielny organizm państwowy istniało w latach 1097–1129. Kontynuacją dziejową księstwa muromsko-riazańskiego były księstwa muromskie i riazańskie.
Po śmierci Jarosława Mądrego księstwo czernihowskie wraz z ziemią muromsko-riazańską i Tmutarakanią otrzymał Światosław Jarosławowicz. W 1097 roku, na mocy postanowień zjazdu lubeckiego, z księstwa czernihowskiego wyodrębniło się księstwo muromsko-riazańskie, które otrzymał syn Światosława, Jarosław Światosławowicz. W 1123 roku, po śmierci księcia czernihowskiego Dawida Światosławowicza, Jarosław zajął tron czernihowski, a księstwo muromsko-riazańskie przeszło pod panowanie jego bratanka Wsiewołoda Dawidowicza. W 1124 (lub 1127) roku Wsiewołod w porozumieniu z Wielkim Księciem Kijowskim, Mścisławem Włodzimierzowiczem, pozbawił tronu czernihowskiego Jarosława i ten powrócił do księstwa muromsko-riazańskiego. Po jego śmierci w 1129 roku do władzy doszli synowie Jarosława, podzieliwszy spadek po ojcu na dwa księstwa: tron muromski objął Jerzy, riazański zaś Światosław.

## Książęta muromsko-riazańscy
- Jarosław Światosławowicz (1097–1123)
- Wsiewołod Dawydowicz (1123-1124/27)
- Jarosław Światosławowicz (1124/27–1129)